# Železniční stanice Jafo

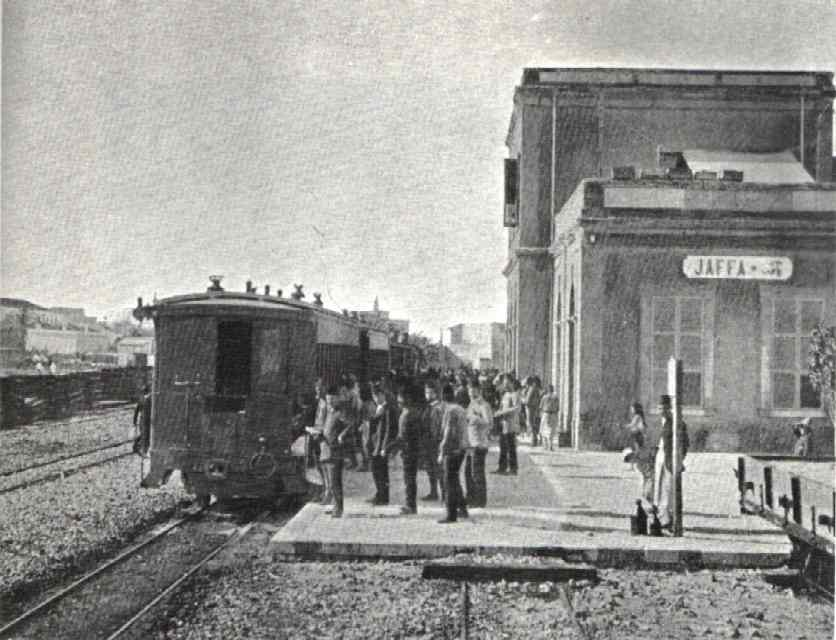
Staniční budova na snímku z roku 1892

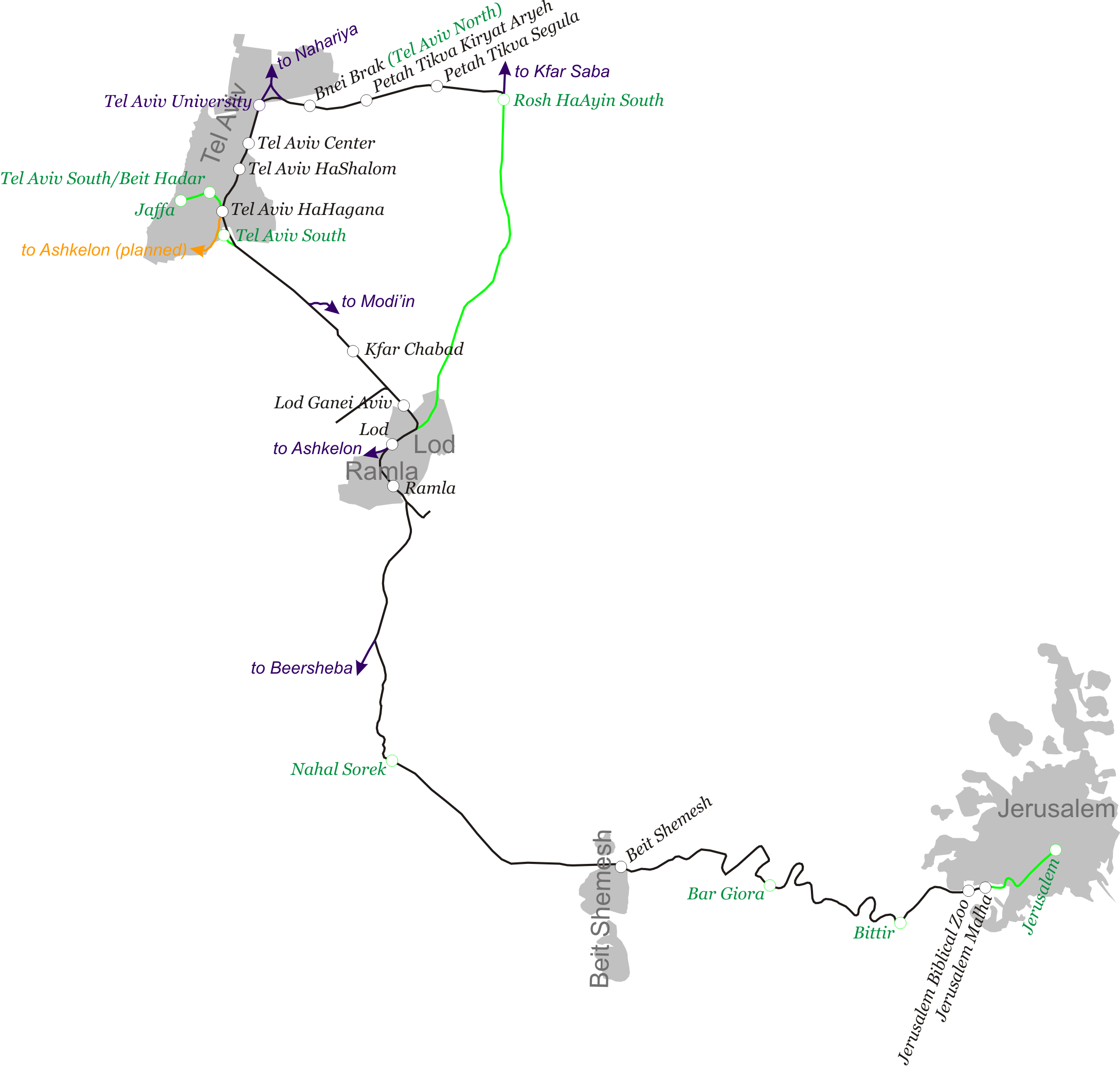
Schéma vývoje trasy a rozložení stanic na trati Tel Aviv-Jeruzalém

Železniční stanice Jafo (hebrejsky: תחנת הרכבת יפו, Tachanat ha-rakevet Jafo) je bývalá železniční stanice na železniční trati Jaffa-Jeruzalém v Izraeli.
Leží v nadmořské výšce cca 10 metrů v centru Tel Avivu, na pomezí čtvrtí Menašija a Neve Cedek, v místech, kde do poloviny 20. století přecházel Tel Aviv do sousedního města Jaffa (nyní začleněného do Tel Avivu).
Roku 1890 začalo pokládání kolejí a roku 1892 byla celá trať z Jaffy do Jeruzaléma dokončena. Železniční stanice Jafo byla od počátku výchozím bodem této tratě. V roce 1948 byla uzavřena a počátečním bodem tratě se stal sousední Tel Aviv. Okolo původní staniční budovy vyrostla zeď a objekt byl nepřístupný po následující desítky let. V roce 2004 byl oznámen projekt na rekonstrukci bývalé nádražní budovy v Jaffě a započaly předběžné práce. V lednu 2007 začaly vlastní stavební práce a krátce nato bylo zrekonstruované nádraží předáno do užívání jako centrum zábavy a volného času.